# جایزه هنرمند جوان
جایزه هنرمند جوان (به انگلیسی: Young Artist Award) که پیش از این با نام جوانان در جایزه فیلم شناخته می‌شد، جایزه‌ای است که توسط بنیاد هنرمند جوان که یک سازمان ناسودبر است اعطا می‌گردد. این سازمان در سال ۱۹۷۸ برای تقدیر از استعدادهای جوان و به منظور ارائه بورس‌های تحصیلی برای هنرمندان جوانی که ممکن است از لحاظ مالی یا جسمی دچار مشکل شده باشند تأسیس شد. بنیاد هنرمند جوان اولین سازمانی بود که به‌طور رسمی مراسم اعطای جوایز به هنرمندان زیر ۱۸ سال را در زمینه‌های سینما، تلویزیون، تئاتر و موسیقی را بنیان نهاد. اولین دوره مراسم جوانان در جایزه فیلم در نوامبر ۱۹۷۹ در هتل شراتون هالیوود، به افتخار هنرمندان برجسته جوان در فصل ۱۹۷۹–۱۹۷۸ برگزار شد. سی و دومین مراسم جایزه هنرمند جوان در ۱۳ مارس ۲۰۱۱ در هتل اسپورتسمن لاج برگزار شد.